# Eugène-Nestor de Kermadec
Pour les articles homonymes, voir Kermadec.
Eugène-Nestor de Kermadec est un peintre français né à Paris 6e le 21 mai 1899 et mort à Paris 15e le 12 avril 1976 . Il s'agit d'un peintre abstrait. Il fut représenté par la galerie Kahnweiler.

## Biographie
Eugène de Kermadec étudia à l'École des arts décoratifs en 1915 puis à l'École des beaux-arts. Il rejoint le courant cubiste après 1918. 
Il fut représenté comme ses illustres aînés (Picasso, Gris, Georges Braque, Henri Laurens) par la Galerie Louise Leiris. En 1973, la Galerie Annick Gendron lui consacre une première rétrospective. 
Une seconde, posthume, aura lieu en 1977 à la Galerie Louise Leiris. Un catalogue fut édité à cette occasion.
Par ailleurs, Eugène de Kermadec fut un grand passionné de tennis, excellent joueur de deuxième série, père de Gil de Kermadec qui fut joueur de première série puis photo-cinéaste pour le magazine Tennis de France pendant 30 ans.
Eugène de Kermadec fut très connu du grand public pour avoir été pendant des décennies l'arbitre français de tennis le plus célèbre,
remarqué par son crane chauve et bronzé, un timbre de voix particulier, officiant en particulier pour les finales du tournoi de Roland Garros.

## Musées et Galeries
- Exposition "Donation Louise et Michel Leiris, Hommage à D.H. Kahnweiler", Centre Pompidou, Paris, 1984/1985[3].
- Nu, galerie d'art d'Auckland[4].
- Exposition E. de Kermadec, 1899-1976, dernières œuvres, Paris, 1977
- Exposition galerie Annick Gendron, Paris, 1973
- Akt, 1939, musée d'art de Bâle
- Exposition galerie Louise Leiris, Paris 1929
- Musée d'art moderne de Lille
- Exposition Eugène de Kermadec... et tout le reste du monde, retrospective, musée(s) de Belfort, 2016  - catalogue de l'exposition -  coédition : Musées de Belfort, Editions Louise Leiris, Editions du Sékoya  (ISBN 9782847511154)